# Tendres Fièvres
Albums de Alain Chamfort
Secrets glacés
(1983) Double Vie
(1988)
Singles
1. Traces de toi
Sortie : mai 1986
2. La Fièvre dans le sang
Sortie : novembre 1986
3. Revenir avec vous
Sortie : avril 1987
4. Déchaîne-moi
Sortie : octobre 1987[3]

Tendres Fièvres est le septième album studio d'Alain Chamfort sorti le 23 octobre 1986 chez CBS Records.

## Genèse
Cet album est le fruit d'une collaboration entre Chamfort qui s'est associé avec les paroliers Jacques Duvall, qui lui avait écrit le titre Paradis pour l'album Amour année zéro en 1981, Boris Bergman, acolyte d'Alain Bashung et Didier Golemanas, qui travaillera par la suite avec Pascal Obispo, entre autres. Chamfort écrit la musique de certains titres avec le compositeur belge Marc Moulin. Le claviériste Wally Badarou, qui avait réalisé Amour année zéro, retravaille à nouveau avec Chamfort, en participant à la réalisation de cet album, enregistré entre février et juillet 1986 au studio Synsound de Dan Lacksman à Bruxelles.

## Sortie et accueil
Tendres Fièvres sort le 23 octobre 1986 en format vinyle 33 tours et en disque compact. Un premier extrait, Traces de toi, est paru en single en mai de la même année, et rencontre un certain succès au Top 50. Un mois après la parution de Tendres Fièvres, sort le second extrait en single, La Fièvre dans le sang, qui était initialement la face B de Traces de toi (devenu pour ce second single sa face B), et connaît là aussi un certain succès au Top 50. Deux autres titres, Revenir avec vous et Déchaîne-moi, adaptation d'une chanson de Barry White, furent également publiés, sans entrer dans le Top.
L'album sera certifié disque d'or pour plus de 100 000 exemplaires vendus.

## Chansons
| No | Titre                   | Durée |
| -- | ----------------------- | ----- |
| 1. | La Fièvre dans le sang  | 4:12  |
| 2. | Déchaîne-moi            | 3:22  |
| 3. | Le Plus Grand Chapiteau | 4:39  |
| 4. | L'amour est une bombe   | 4:00  |
| 5. | J'entends tout          | 4:27  |
| 6. | Pin-ups                 | 4:27  |
| 7. | Revenir avec vous       | 4:46  |
| 8. | Traces de toi           | 4:20  |
| 9. | Je laisse couler        | 4:50  |

## Classement
| Classement (1987) | Meilleure place |
| ----------------- | --------------- |
| France (SNEP)     | 22              |